# Löschbezirk
Im Saarland gliedert sich die Freiwillige Feuerwehr einer Stadt oder Gemeinde in Löschbezirke (LB). Jedem Löschbezirk ist ein bestimmter Ausrückebereich innerhalb der Gemeinde zugeordnet, in der Regel bildet jeder Ortsteil der Gemeinde mit eigener Feuerwehr einen Löschbezirk. Dabei können gemäß § 1 Absatz 1 Brandschutzorganisationsverordnung je mindestens 3 Löschbezirke wiederum zu einem Löschabschnitt zusammengefasst werden. Die Aufteilung in Löschbezirke und Löschabschnitte wird durch die Stadt oder Gemeinde in einer Brandschutzsatzung geregelt. Gemäß § 2 Absatz 2 Brandschutzorganisationsverordnung hat jeder Löschbezirk personell aus mindestens Staffelstärke in Dreifachbesetzung zu bestehen.
Vorgesetzter der Angehörigen eines Löschbezirks ist der Löschbezirksführer, Vorgesetzter der Angehörigen eines Löschabschnittes ist der Löschabschnittsführer. § 9 I 2 i. V. m. § 8 Abs. 1 Satz 2 der genannten Verordnung legt für die Löschabschnittsführer fest, dass sie von den aktiven Angehörigen des Löschabschnittes für die Dauer von sechs Jahren gewählt werden. Entsprechendes gilt laut § 10 Abs. 1 Satz 2 auch für die Löschbezirksführer. Sie alle sind laut §§ 9f. wiederum dem jeweiligen Wehrführer der Gemeinde unterstellt.
Löschbezirke gibt es auch in anderen Bundesländern, beispielsweise in Niedersachsen und Nordrhein-Westfalen, allerdings ist der Begriff Löschbezirk dort nicht gesetzlich geregelt. In der Regel werden mehrere örtliche Freiwillige Feuerwehren oder Löschzüge zu einem Löschbezirk zusammengefasst oder der zugeordnete Ausrückebereich wird als Löschbezirk bezeichnet.

## Geschichte
In der ersten Hälfte des 19. Jahrhunderts vor der Entstehung von Freiwilligen Feuerwehren bildeten in Deutschland viele Gemeinden einen Löschbezirk. Bei ausbrechendem Brand hatten sofort bestimmte Einwohner mit angeschirrten Pferden die im eigenen Ort oder in einer der Nachbarorte stationierte Feuerspritze zu holen. Diese wurde aber auch von benachbarten Löschbezirken zur Verstärkung angefordert.